# 13217 Alpbach
13217 Alpbach (tên chỉ định: 1997 ML2) là một tiểu hành tinh vành đai chính. Nó được khám phá thông qua Khảo sát tiểu hành tinh OCA-DLR ở Caussols, Alpes-Maritimes, Pháp, ngày 30 tháng 6 năm 1997. Nó được đặt theo tên làng Alpbach ở Tyrol, Áo.